# Rocca Malatestiana (Montefiore Conca)
La Rocca Malatestiana è una fortificazione nel paese di Montefiore Conca, in provincia di Rimini in Emilia-Romagna; nacque come fortilizio difensivo in epoca medievale ma poi divenne anche una residenza di rappresentanza nel periodo rinascimentale.

## Storia

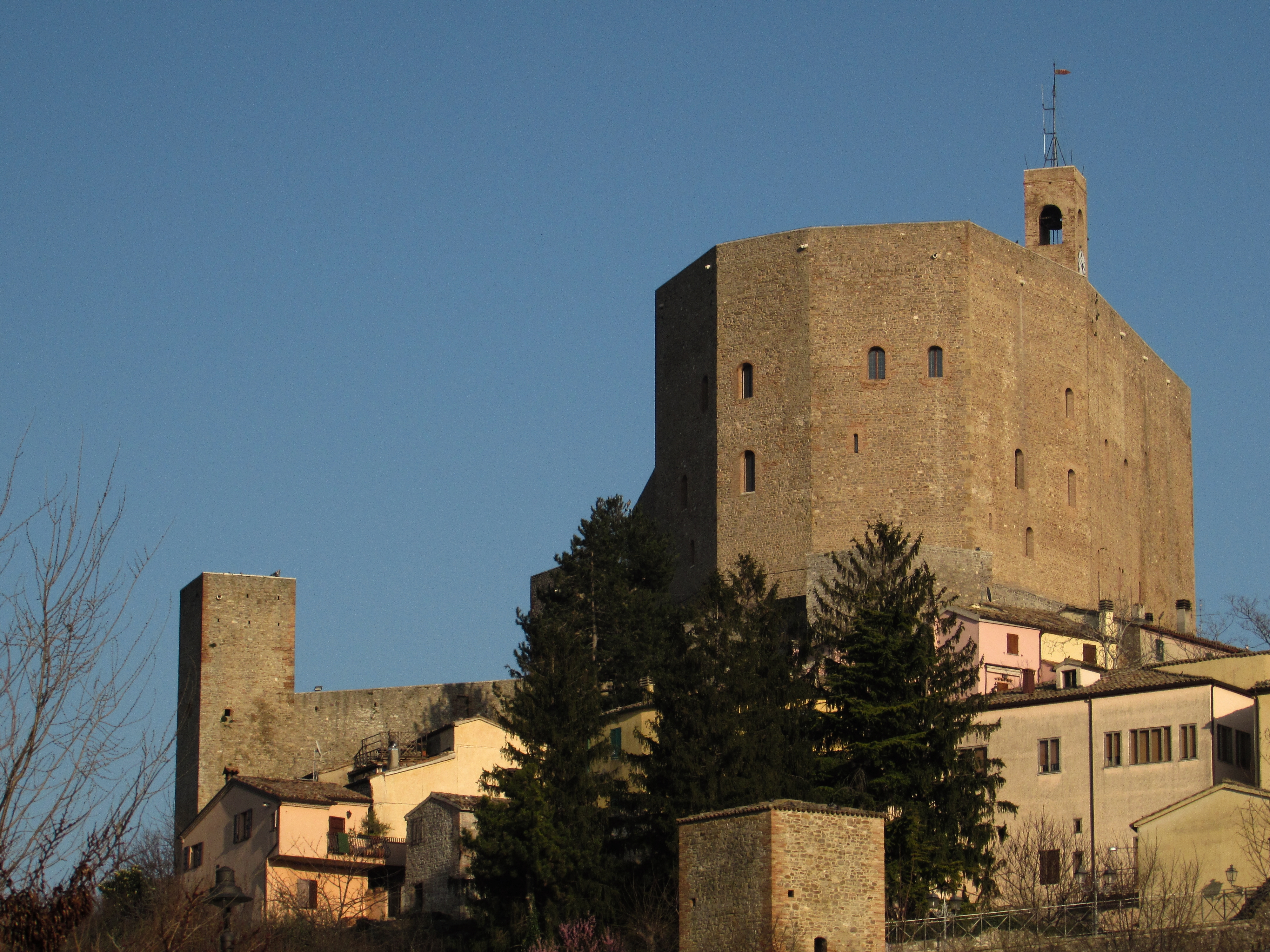

Si trova su un'altura a quasi 400 metri, in una posizione strategica a metà strada tra Rimini e Urbino. Ricerche archeologiche hanno portato a ritrovamenti di epoca romana che portano a ipotizzare l'esistenza di un insediamento, un castrum, lungo la via Flaminia. Si trova traccia dell'esistenza del castello in documenti risalenti al XII secolo.
Durante il Medioevo Montefiore fu il centro principale della vallata del Conca (fiume) e uno dei borghi sotto il dominio della Signoria dei Malatesta. L'edificazione della rocca risale al XIV secolo per opera dei Malatesta; durante la reggenza di Malatesta Ungaro la rocca venne ampliata e da fortilizio divenne anche luogo residenziale con saloni divenendo una delle dimore estive della famiglia oltre che luogo di rappresentanza. Con la fine della dinastia venne conquistata dalle truppe di Federico da Montefeltro e dal XVI secolo finì sotto il dominio della Santa Sede. Dal 1463 al 1530 la reggenza della rocca fu di diversi proprietari come Cesare Borgia (1503), la Repubblica di Venezia (1504-1505) e, dal 1514, di Costantino Comneno che morì nella rocca nel 1530. Fu proprietà dello Stato Pontificio fino all'Unità d’Italia; finì in stato di abbandono fino a quando, nel secondo dopoguerra, venne restaurato tra gli anni ’50 e ’70; l'ultimo intervento risale al 2006-2008.